# Финализм
Финали́зм (от лат. finalis - конечный, являющийся целью) — учение о движении мира от его начала к предопределенному свыше концу.
Философские альтернативы финализму: концепции о вечности мира в его неизменности (пример — учение о бытии элейской школы), либо его бесконечном развитии (цикличном — например, «мировой год», Гераклита Эфесского или поступательном — как, скажем, в диалектике).

## Учение
Идейно финализм является следствием креационизма и смыкается с такими понятиями как телеология и эсхатология. Иногда говорят о финализме тех научно-философских теорий, которые, не признавая божественного замысла, тем не менее учат о вполне определённой заключительной стадии, к которой неизбежно должна прийти некоторая реальность в процессе своего развития (марксизм, провозглашающий коммунизм исторически закономерной высшей общественно-экономической формацией, гипотеза об обратном сжатии Вселенной до сингулярности, что сменит расширение и др.). Несостоятельность финализма применительно к изменениям в органическом мире (номогенез, ламаркизм) доказана В. И. Вернадским.
Теория может быть признана финалистической, если удовлетворяет хотя бы одному из нижеперечисленных критериев:
- Примат целевых нематериальных отношений над реальными каузальными связями
- Наличие внутренней наперед заданной программы развития, детерминирующей строгую направленность эволюции
- Уподобление эволюции онтогенезу и движению к неизбежному финалу
- Эквифинальность развития

## Финализм в религии
Финализм отсутствует в индуизме и буддизме, но характерен для всех авраамических религий.

## Исторические сведения
В истории европейской философии подобная мысль впервые была высказана Диогеном Аполлонийским, хотя в ограниченном смысле его предтечей здесь можно назвать Анаксагора из Клазомен.